# Edge of the Century
| Recensione                        | Giudizio      |
| --------------------------------- | ------------- |
| AllMusic                          | [ 2 ]         |
| The New Rolling Stone Album Guide | [ 3 ]         |
| Sputnikmusic                      | 2.4 (Average) |
| Dizionario del Pop-Rock           | [ 5 ]         |

Edge of the Century è il dodicesimo album del gruppo musicale Styx, pubblicato nell'ottobre del 1990 per l'etichetta discografica A&M Records.
L'album nella classifica statunitense di Billboard 200 raggiunse la sessantatreesima posizione (3 novembre 1990), mentre i singoli contenuti nell'album a piazzarsi nella classifica Billboard Hot 100 furono: Love Is the Ritual (ottantesima posizione), Show Me the Way (terza posizione) e Love at First Sight (venticinquesima posizione).

## Tracce
1. Love Is the Ritual – 3:48 (Glen Burtnik, Plinky (Plinky Giglio))
2. Show Me the Way – 4:35 (Dennis DeYoung)
3. Edge of the Century – 4:20 (Glen Burtnik, Bob Burger)
4. Love at First Sight – 4:35 (Glen Burtnik, Dennis DeYoung, James Young)
5. All in a Day's Work – 4:11 (Glen Burtnik, Dennis DeYoung)
6. Not Dead Yet – 3:32 (Ralph Covert)
7. World Tonite – 3:38 (Glen Burtnik)
8. Carrie Ann – 4:26 (Dennis DeYoung)
9. Homewrecker – 5:12 (Dennis DeYoung, James Young)
10. Back to Chicago – 4:18 (Dennis DeYoung)

## Formazione
- Dennis DeYoung - tastiere, voce
- James Young - chitarre, voce
- Glen Burtnik - chitarre, voce
- Chuck Panozzo - chitarra basso
- John Panozzo - batteria, percussioni

Musicisti aggiunti
- Howard Levy - armonica
- Jo Pusateri - percussioni aggiunte
- John Negus - clarinetto, sassofono
- Mark Ohlsen - tromba
- Mike Halpin - trombone
- Dan Barber - tromba
- Michael Smith - sassofono
- Ron Kolber - sassofono baritono
- John Negus e Max Bialystock - arrangiamento strumenti a fiato (brano: Back to Chicago)
- Gary Fry - synclavier programming (brano: Love at First Sight)
- Terry Fryer - sound collage (brano: Homewrecker)

Note aggiuntive
- Dennis DeYoung - produttore
- Registrato e mixato al Chicago Recording Company di Chicago, Illinois (Stati Uniti)
- Phil Bonanno - ingegnere delle registrazioni
- Chris Shepard - secondo ingegnere delle registrazioni
- Pinky - ingegnere delle registrazioni aggiunto e sequencing nel brano: Love Is the Ritual al Trax East, South River, New Jersey
- Masterizzazione a cura di Ted Jensen al Sterling Sound
- Hugh Syme - art direction, design
- Marc Hauser - fotografia
- Ron Weisner Entertainment - management[9]